# 861 Aïda
861 Aïda
861 Aïda là một tiểu hành tinh ở vành đai chính. Nó được Max Wolf phát hiện ngày 22.01.1917 ở Heidelberg, và được đặt theo tên vở opera Aïda của Giuseppe Verdi, nhà soạn nhạc người Ý.